# Łazienki rzeczne w Poznaniu
Łazienki rzeczne – zespół kąpieliska rzecznego nad Wartą, zlokalizowany w Poznaniu przy ul. Piastowskiej 71, na Łęgach Dębińskich na osiedlu samorządowym Wilda.
Pierwsze łazienki warciańskie zbudowano w Poznaniu w 1895 – były to drewniane szatnie wraz z basenami. Z uwagi jednak na lokalizację (poniżej ujścia miejskiej kanalizacji) starano się je potem przenieść w inne miejsce, do czego doszło dopiero w 1924. Wzniesiono główny budynek ze skrzydłami zawierającymi szatnie w kabinach. Całość umieszczono na solidnej, żelbetonowej ścianie oporowej. Projektantem obiektu był autor wielu poznańskich realizacji – Jerzy Tuszowski (przy współudziale Kazimierza Rucińskiego).
Całość obiektu nawiązuje do popularnego w polskim międzywojniu stylu dworkowego, zawierając też odniesienia do form ludowych i biedermeieru. Zastosowano toskańskie kolumny w portyku i w loggii z widokiem na Wartę. Wewnątrz zlokalizowano 128 kabin i 200-miejscową szatnię. Ponadto była tam restauracja, kasy, mieszkanie dozorcy i stacja pogotowia ratunkowego. Początkowo plaża była dzielona na męską i damską. Jednak płot był ustawicznie niszczony, co spowodowało wydzielenie trzeciej plaży – rodzinnej.
Po zniszczeniach II wojny światowej obiekt reaktywowano 1 czerwca 1945.
Łazienki przetrwały do dziś, w tym skrzydło południowe w zasadniczo niezmienionym stanie (m.in. klatka schodowa i podłogi). W 2019 obiekt przeszedł generalny remont, w wyniku którego odzyskał przedwojenną formę i kolorystykę. Zostaną w nim otwarte bar i restauracja. Planowane jest zbudowanie pieszo-rowerowej Kładki Piastowskiej nad Wartą do Osiedla Piastowskiego na Ratajach.